# Mimosoma setosum
Mimosoma setosum är en mångfotingart som beskrevs av Chamberlin 1920. Mimosoma setosum ingår i släktet Mimosoma och familjen orangeridubbelfotingar. Inga underarter finns listade i Catalogue of Life.